# Северен поход
Северният поход е военна кампания започната от Националната революционна армия на Гоминдан, известна още като „Китайска националистическа партия“, срещу правителството на Бейян и други регионални военачалници през 1926 г. Целта на кампанията е обединение на Китай, който се раздробява след революцията от 1911 година. Експедицията се ръководи от генералисимус Чан Кайшъ и е разделена на две фази.
Първата фаза завършва с политически разкол през 1927 г. между две фракции на Китайска националистическа партия: дясната Нанкин фракция, ръководена от Чан, и лявата фракция в Ухан, ръководена от Уан Дзинуей. Разделението е частично мотивирано от чистката на комунисти в рамките на партията, което бележи края на Първия Обединен фронт. В опит да поправи този разкол, Чан Кайшъ се оттегля като командир на Националната революционна армия през август 1927 г. и отива в изгнание в Япония.
Втората фаза на експедицията започва през януари 1928 г., когато Чан поема отново командването. До април 1928 г. националистическите сили напредват към река Хуанхъ. Със съдействието на съюзнически военачалници, включително Йен Сишан и Фън Юсян, националистическите сили си осигуряват серия от решителни победи срещу Бейянската армия. Когато наближиват Пекин, Джан Дзуолин, лидер на Фънтиен кликата, основана в Манджурия е принуден да избяга и скоро след това е убит от японците. Синът му Джан Сюелян поема ръководството на Фънтиен и през декември 1928 г. обявява, че Манджурия ще приеме авторитета на националистическото правителство в Нанкин. С последното парче на Китай под контрола на Гоминдан, Северната експедиция приключва успешно и Китай е обединен отново, като се поставя начало на десетилетието на Нанкин.